# 尼尔·利斯特
尼尔·利斯特（英語：Neil Lyster，1947年12月2日—），新西兰男子自行车运动员，主攻长距离项目。他曾代表新西兰参加1978年英联邦运动会自行车比赛，获得男子4000米团体追逐赛银牌。